# Iuliu Zanne
Iuliu A. Zanne (Bursa, 1855-Bucarest, 1924) fue un ingeniero y folclorista rumano

## Biografía
Era hijo de Alexandru Zanne. Nacido durante el exilio de su padre en Bursa, el 11 de julio de 1855, estudió en el liceo Louis-le-Grand de París y posteriormente asistió a la Escuela Central de Artes y Manufacturas, en la que se graduó con diploma en 1880. Fue ingeniero de ferrocarriles (1880-1887), subdirector del servicio técnico del ayuntamiento (1887-1888), luego nuevamente de ferrocarriles (1890-1894) y hacia finales del siglo XIX del servicio de puentes y carreteras. Zanne, que publicó varios volúmenes de Proverbele Românilor (1896), falleció el 14 de febrero de 1924 en Bucarest.